# 基利金海峽

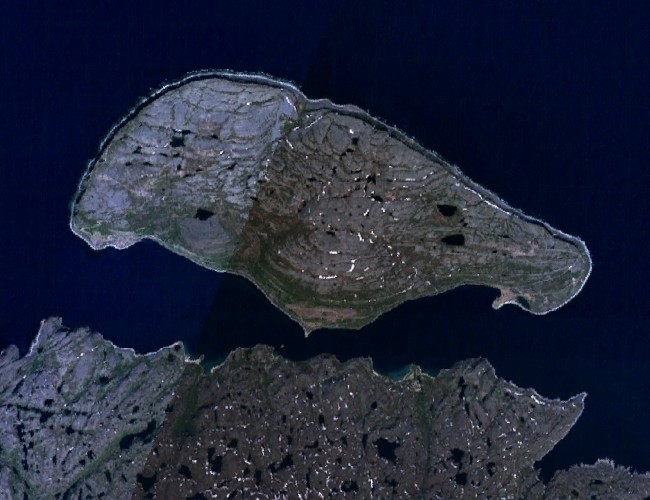

基利金海峽（Кильдинский пролив）是俄羅斯的海峽，位於基利金島和科拉半島之間的巴倫支海，長19公里、寬700米至4公里，最大水深142米，是大西洋鱈經常出沒的海域。